# Устье (Забайкальский край)
Устье — село в Кыринском районе Забайкальского края в составе сельского поселения «Надёжнинское»

## Географическое положение
Село расположено в центральной части района на расстоянии примерно 42 километра на север от районного центра села Кыра.

## Климат
Климат резко континентальный. Средняя температура в январе колеблется между −22-24 °С, в июле доходит до отметки в +12 +18 °С. За год выпадает около 350 мм осадков. В целом погода характеризуется холодной продолжительной зимой и относительно жарим летом.

## Население
Постоянное население составляло 8 человек в 2002 году (русские 100 %), 7 человек в 2010 году.